# 阿曽沼元理
阿曽沼 元理（あそぬま もとまさ）は、安土桃山時代から江戸時代初期にかけての武士。毛利氏家臣で長州藩士。毛利元就の七男である天野元政の子で、阿曽沼元郷の娘婿となり阿曽沼氏を相続した。禄高は2500石。

## 生涯
毛利元就の七男である天野元政の子として生まれる。
慶長6年（1601年）8月3日に毛利氏家臣の阿曽沼元郷が死去。当時、元郷には嗣子がいなかったが正室が妊娠していたため、同年8月26日に輝元は佐世元嘉に書状を送り、男子が生まれた場合はその男子に阿曽沼氏を相続させ、女子が生まれた場合は毛利秀元や天野元政と相談した上で決定するとしたが、翌年に生まれた子は女子であった。そこで輝元は毛利秀元と天野元政と相談し、元政の子である兵七（後の元理）が阿曽沼元郷の娘と婚姻し、婿養子として阿曽沼氏を相続することと決まった。
慶長7年（1602年）6月14日、輝元から加冠状を受けて元服し、「元」の偏諱を与えられて「元理」と名乗った上で、将来的に元郷の娘と婚姻することとして阿曽沼氏を相続した。なお、約定に違反した際には元郷の知行は元郷の娘の方へ与えるとも決められている。
慶長14年（1609年）4月29日に実父・元政が死去し、同年12月28日に輝元から「左兵衛尉」の官途名を与えられ、翌慶長15年（1610年）10月10日には、毛利秀元から疎意無き旨を誓う血判起請文を与えられた。慶長17年（1612年）11月19日には毛利秀就から「帯刀左衛門尉」の官途名を与えられる。
慶長20年（1615年）4月14日の、毛利元就の遺訓に従い毛利家へ別心を抱かない旨を誓った毛利一門の連署起請文では「阿曽沼左兵衛頭元随」と署名している。
寛永9年（1632年）9月5日、毛利秀就から「石見守」の受領名を与えられ、寛永14年（1637年）3月3日、元理の2500石の知行を子の就致が相続することを秀就に認められた。
承応2年（1653年）11月14日に死去。